# Vital' Koval'
Vital' Mikalaevič Koval' (in bielorusso Віталь Мікалаевіч Коваль?; Perm', 31 marzo 1980) è un hockeista su ghiaccio bielorusso.